# Aaton universal
La Aaton universal es una montura para lentes desarrollada por la Aaton Camera Company para ser usada con sus cámaras de cine de 16 mm. Se distingue por su pestaña de tres puntas, que puede ser orientada en tres posiciones distintas y está sujeta por un anillo de cierre por fricción. Es generalmente considerada una montura de uso minoritario debido a que, además de usarse solo con cámaras Aaton, la propia Aaton ha vendido muchas más cámaras con una montura Arri PL que con una montura Aaton universal, debido a la demanda popular.

## Especificaciones técnicas
* Distancia focal de brida: 40.00 mm
* Diámetro: 50.00 mm
* Cámaras compatibles: o LTR-7 de 16 mm, LTR-54, XTR, XTRplus (opcional), XTRprod (opcional) - Todos modelos de Aaton